# Ovye Monday
Ovye Monday Shedrack (Lafia, 14 agosto 1992) è un calciatore nigeriano, difensore del Voința Crevedia.

## Caratteristiche tecniche
È un difensore centrale.

## Carriera
Nel 2013 esordisce con la maglia del Milsami Orhei. Nel 2015 vince la Divizia Națională mentre nel 2016, dopo una breve esperienza in Kuwait all'Al Arabi Kuwait, passa allo Zimbru Chișinău. Nel 2018 dopo l'esperienza nella quarta divisione finlandese con il TP-47 si trasferisce in Oman al Sur. Nel 2020, dopo il Carmen Bucarest, inizia a giocare per il Dacia Unirea Braila e per l'Eforie. Dopo i prestiti al Flacara Horezu e al Făurei si trasferisce a titolo definitivo al Gloria Băneasa.

## Palmarès
- Campionato moldavo: 1

Milsami Orhei: Divizia Națională 2014-2015